# Braniștea Šalinac
Braniștea Šalinac sau Lunca Šalinac (în sârbă Шалиначки луг, cu alfabetul latin: Šalinački lug) este o zonă protejată din Serbia care conține ultima rămășiță a pădurilor de stejar și frasin care până acum câteva sute de ani acopereau zonele inundate din văile râurilor Velika Morava și Dunărea. Braniștea este considerată o adevărată raritate nu numai în Serbia, ci și în zona mai largă a Peninsulei Balcanice.

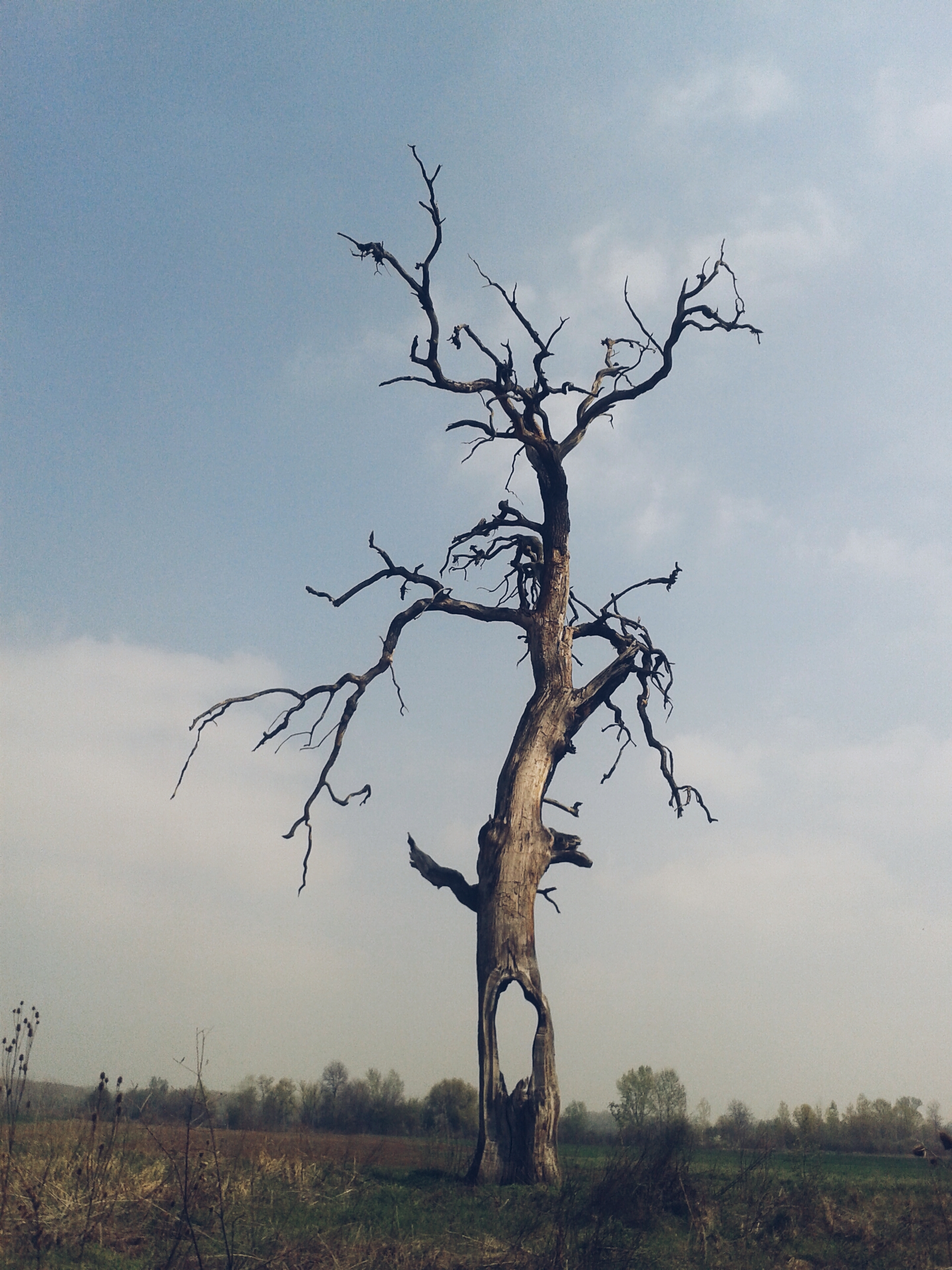
Copac în Braniștea Šalinac

Este situată la 10 kilometri est de Semendria, în vasta câmpie Godomin (în sârbă Годоминско поље, cu alfabetul latin: Godominsko polje); câmpia însăși a apărut ca urmare a inundațiilor râului Velika Morava în zona în care acesta se varsă în Dunăre. Braniștea este înconjurată de așezările Šalinac și Kulič, precum și - într-o curbă largă - de un fost meandru al râului Velika Morava, care este acum un lac în formă de U (stariță).
Acesta conține un arboret înalt și omogen de arbori care au aproape aceeași vârstă, inclusiv aproximativ 200 de stejari secular (Quercus robur), odată însoțiți de frasini de câmp (Fraxinus angustifolia). Zona protejată are o suprafață de 19 hectare (47 acri).
Vârsta braniștei este estimată la 200-300 de ani. Dimensiunea medie a stejarilor este: înălțimea trunchiurilor copacilor este de 17,58 m; diametrul coroanei copacilor este de 15,43 metri, circumferința trunchiului este de 4,14 m și diametrul trunchiului este de 1,32 m.